# 다이몬 고로
다이몬 고로(일본어: 大門 五郞, 대문 오랑)는 SNK에서 만든 게임인 킹 오브 파이터즈의 등장인물이다. 일본 팀의 멤버로서 더 킹 오브 파이터즈 94부터 더 킹 오브 파이터즈 98까지 출전하였다가, 더 킹 오브 파이터즈 2001와더 킹 오브 파이터즈 2002와 더 킹 오브 파이터즈 2003에도 출전하였다.

## 캐릭터 이야기
용호의 권과 아랑전설의 크로스 오버 게임인 킹 오브 파이터즈의 등장인물로 창조 되었으며, 올림픽 유도 무제한급 금메달리스트로서 3관왕까지 달성했지만 이에 그치지 않고 격투기의 세계에 뛰어들었다. 그래서 다이몬은 전 일본 격투기대회에출전하여 준결승까지 진출했으나 아깝게 쿠사나기 쿄에게 패배한 것이 인연이 되어 쿄와 생사고락을 함께하는 벗이 된다.